# Saíde, o Andalusino
Saíde, o Andalusino (em árabe: صاعد الأندلسي; romaniz.: Ṣāʿid al‐Andalusī; Almeria, 1029 – Toledo, 1070) foi um cádi muçulmano do Alandalus. Saíde, o Andalusino foi historiador, filósofo da ciência e do pensamento e cientista matemático com um interesse especial em astronomia. Esteve extremamente interessado em ciência da Astronomia e sua pretensão para o reconhecimento da ciência em grande parte repousava sobre seu estímulo e patrocínio. Foi um cádi aclamado nos tribunais de funcionários públicos em Toledo. Juntou um grupo de jovens instruídos, criadores de instrumentos de precisão, astrônomos e cientistas e dentre esses mais renomados esteve Azarcali. Foi o autor do tratado Retificação de Movimentos Planetários e Exposição de Erros de Observadores que sugere o foco de seus interesses astronômicos e de sua contribuição para as Tábuas Toledanas.
O único trabalho de Saíde a sobreviver intacto foi aquele que frequentemente tem sido chamado de “história da ciência”: Al‐tarif bi-tabaqat al-umm (Exposição da produção das nações) de 1068. As “nações”, aqui, pretendem ser aquelas ditas ter tido uma disposição voltada ao cultivo do aprendizado, tais como, a dos indianos, persas, assírios, egípcios, gregos, bizantinos, árabes e judeus (em contraste com outras não tão dispostas, tais como, a dos árabes, nórdicos, chineses, africanos, russos, alanos, turcos e berberes). Ele escreveu outros trabalhos, como por exemplo: Jawāmiʿ akhbār al‐umam min al‐Arab wa‐l Ajam (História resumida das nações – árabes e não-árabes) e Maqālāt ahl al‐milal wa-l-nihal (doutrinas dos adeptos de seitas e de escolas).
O jurista toledano Saíde, o Andalusino arrazoou que os nórdicos pagãos foram afetados por suas origens geladas: "Por causa do sol não derramar seus raios diretamente sobre suas cabeças, seu clima é frio e a atmosfera nebulosa. Consequentemente seus temperamentos têm se tornado frios e seus humores, rudes, enquanto seus corpos têm se tornado grandes, suas cútis ficado claras e seus cabelos tornados longos".